# アルフレッド・カセーロ

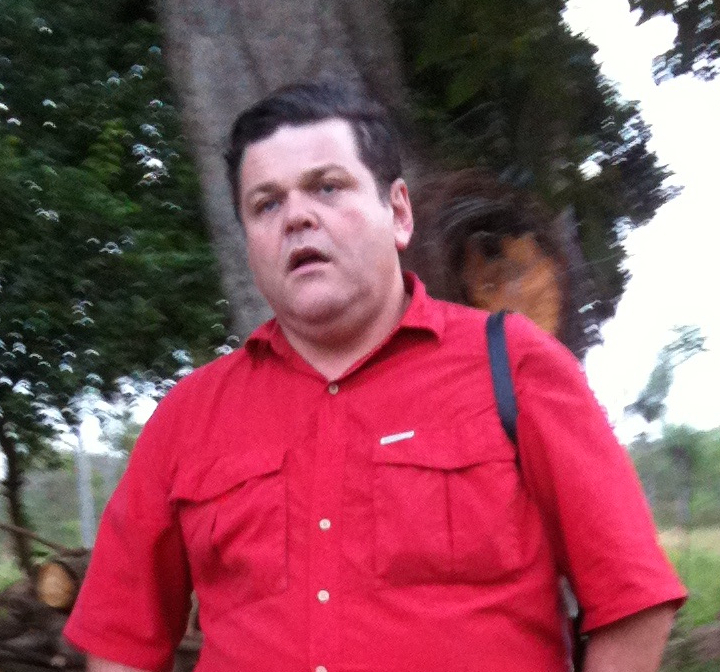

アルフレッド・カセーロ（西: Alfredo Casero、1962年11月12日 - ）は、アルゼンチンのコメディアン、俳優、音楽家、歌手。

## 経歴
ブエノスアイレス州、ビセンテ・ロペスに生まれる。エルマノス・マリスタス小学校で学ぶ。幼年期から青年期にかけては多難な時期で、早くから働く必要があった。
マルチな才能に加え、ダイビング、ヨットを嗜み、健やかに暮らしている。Nazareno、Guillermina、Minervaという3人の子を持つ。

## 音楽家としてのキャリア
1994年に「Halibour Fiberglass Sereneiders」というバンドを組み、「Gestando la Halibour」という曲をリリース。2000年には「Alma de camión」を発表している。

## 「島唄」のカバー
2001年、アルバム『Casaerius』が大ヒットする。このアルバムには日本のバンドTHE BOOMの楽曲を元に構成した曲が収録されており、そのなかでも「島唄」が現地のラジオ局で大いに支持され、大ヒットにつながっている。ただし、歌詞の意味が分からなかったため、日本語原詞のままカバーしている。
アルゼンチンで「島唄」がヒットしていると聞いたTHE BOOMの宮沢和史は現地へ赴き、アルフレッドと出会う。楽曲が無許可によるカバーリリースであることをアルフレッドは告白し、「ラジオから聞いて是非カバーしたいと思ったが、どこに申請すれば分からず、そのままカバーしてしまった。こんなにヒットすると思ってなかった。売り上げは全て払うつもりだ。」と謝罪したが、宮沢は遠いアルゼンチンの地でたくさんの人に聞いてもらえたことに大いに感謝し、「これからも歌い続けて欲しい」とカバーを承諾する。これがきっかけで、宮沢はアルフレッドを日本へ招待した。
正式に日本盤がリリースされ、来日も果たしたアルフレッドは日本の音楽番組に出演し、NHKの『ポップジャム』では観客全員が総立ちで盛り上がった。大晦日には『第53回NHK紅白歌合戦』に「アルフレッド・カセーロ&THE BOOM」名義で初出場し、Every Little Thingを対戦相手として「島唄 Shima Uta」を熱唱した。
2002年にはTHE BOOMの「島唄」が2002 FIFAワールドカップのアルゼンチン公式ソングに採用され、同年6月には国立競技場にて日本×チュニジア戦のパブリックビューイングのステージにてTHE BOOMとアルフレッドがサポーターと共に大合唱した。